# Leontjewka (obwód kurski)
Leontjewka (ros. Леонтьевка) – wieś (ros. деревня, trb. dieriewnia) w zachodniej Rosji, w sielsowiecie porieczeńskim rejonu sudżańskiego w obwodzie kurskim.

## Geografia
Miejscowość położona jest w dorzeczu Sudży, 23,5 km od granicy z Ukrainą, 9,5 km od centrum administracyjnego sielsowietu porieczeńskiego (Czerkasskoje Poriecznoje), 23 km od centrum administracyjnego rejonu (Sudża), 69 km od Kurska.
W granicach miejscowości znajdują się ulice: Lesnaja, Szkolnaja.

## Demografia
W 2010 r. miejscowość zamieszkiwało 105 osób.